# Friedrich Ludwig von und zu Gilsa
Friedrich Ludwig Carl Wilhelm von und zu Gilsa (* 11. Oktober 1774 in Bamberg; † 18. März 1854 in Gilsa) war ein deutscher Gutsbesitzer und Mitglied der kurhessischen Ständeversammlung.

## Leben
Friedrich Ludwig von und zu Gilsa entstammte dem hessischen Adelsgeschlecht derer von Gilsa, das seinen Stammsitz in Gilsa hat und aus dem zahlreiche namhafte Persönlichkeiten hervorgegangen sind. Er war ein Sohn des Oberlieutenants Gottlieb Marian Gottfried Peter Josef von und zu Gilsa (1743–1819) und dessen Ehefrau Dorothea Juliane Hermine Louise von Berlepsch (1752–1805). Mit ihr hatte er den Sohn Wilhelm Heinrich (1816–1861, Privatlehrer in Wien) und die Töchter Christiane (1819–1892, Stiftsfräulein) und Henriette (* 1822, ∞ Karl Schleiermacher).

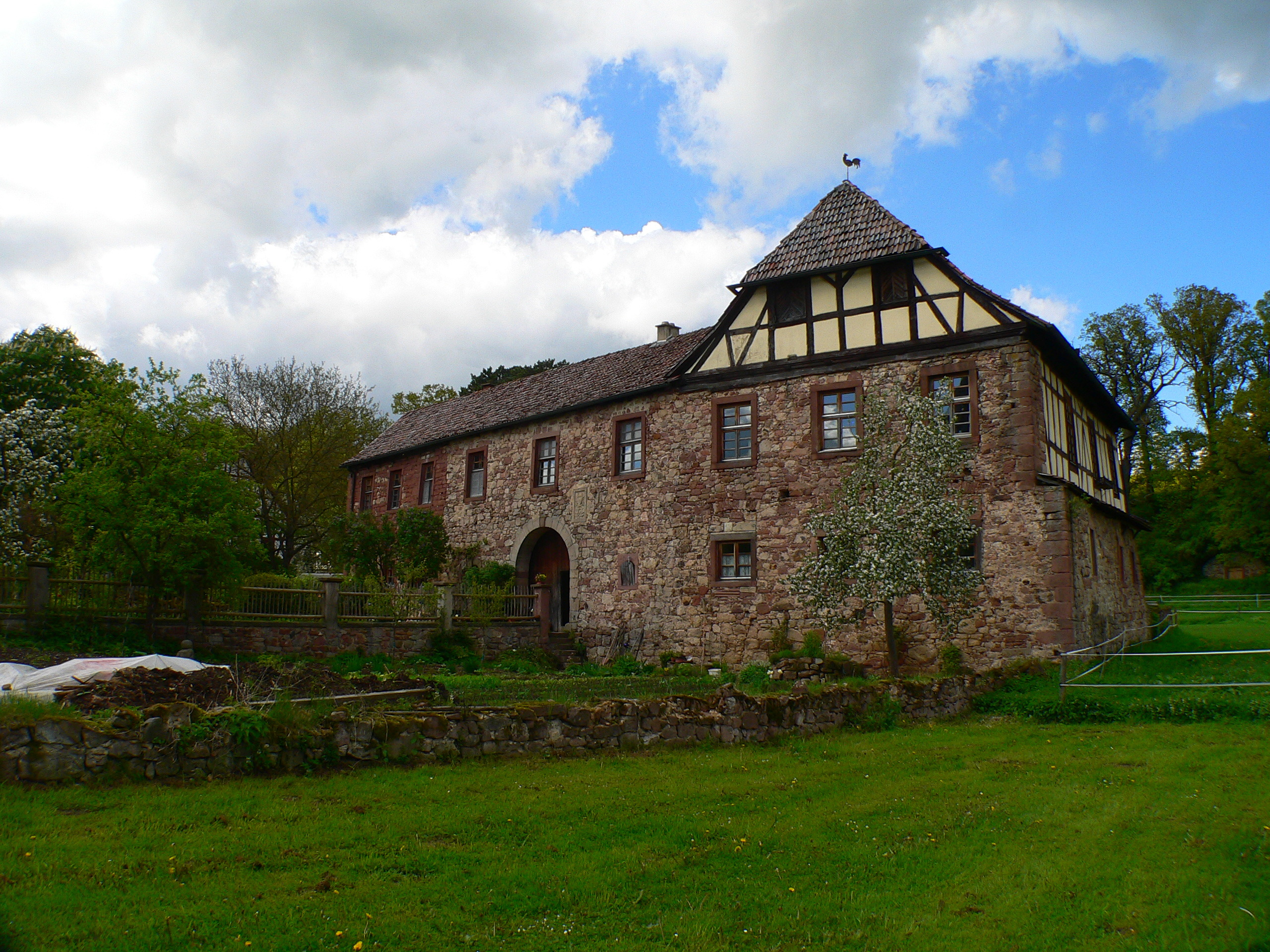
Mittlerer Hof in Gilsa

Er trat in die Hannoversche Armee ein und war mit den Rheinbundtruppen am Feldzug Napoleons gegen Spanien 1808 im Rang eines Hauptmanns beteiligt. Nach der Niederlage des französischen Kaisers Napoleon im Russlandfeldzug 1812 bildete sich 1813 gegen ihn eine Koalition, zu der auch Preußen gehörte. An diesen Kämpfen nahm er ebenfalls teil. Er war Gutsbesitzer auf dem mittleren Hof in Gilsa.
1836 erhielt er für die Ritterschaft des Schwalmstroms ein Mandat für die kurhessische Ständeversammlung. Diese war nach den Unruhen in den 1830er Jahren zum Zweck der Beratung und Verabschiedung einer Verfassung gebildet worden. Sie bestand aus 21 Mitgliedern, darunter fünf Vertreter der Ritterschaften. Er war bis 1838 Mitglied des Parlaments.